# Lijst van Sloveense regionale wegen
De regionale wegen van Slovenië vormen de doorgaande routes tussen de autosnelwegen, expreswegen en nationale wegen. De wegen worden in de schrijftaal aangeduid met het prefix 'R'. Op de bewegwijzering wordt echter geen prefix gebruikt. 
De regionale wegen worden onderverdeeld in drie klassen. In de 1e klasse zitten wegen met een wegnummer van R201 tot en met R235, in de 2e klasse zitten de wegen van R401 tot en met R452 en in de 3e klasse zitten de wegen van R601 tot en met R752.

## 1e klasse
R201 - R202 - R203 - R204 - R205 - R206 - R207 - R208 - R209 - R210 - R211 - R212 - R213 - R214 - R215 - R216 - R217 - R218 - R219 - R220 - R221 - R222 - R223 - R224 - R225 - R227 - R228 - R229 - R230 - R231 - R232 - R234 - R235

## 2e klasse
R401 - R402 - R403 - R404 - R405 - R406 - R407 - R408 - R409 - R410 - R411 - R412 - R413 - R414 - R415 - R416 - R417 - R418 - R419 - R420 - R421 - R422 - R423 - R424 - R425 - R426 - R427 - R428 - R429 - R430 - R431 - R432 - R433 - R434 - R435 - R436 - R437 - R438 - R439 - R440 - R441 - R442 - R443 - R444 - R445 - R446 - R447 - R448 - R449 - R450 - R451 - R452

## 3e klasse
R601 - R602 - R603 - R604 - R605 - R606 - R607 - R608 - R609 - R610 - R611 - R612 - R613 - R614 - R615 - R616 - R617 - R618 - R619 - R620 - R621 - R622 - R623 - R624 - R625 - R626 - R627 - R628 - R629 - R630 - R631 - R632 - R633 - R634 - R635 - R636 - R638 - R639 - R640 - R641 - R642 - R643 - R644 - R645 - R646 - R647 - R648 - R649 - R650 - R651 - R652 - R653 - R654 - R655 - R656 - R657 - R658 - R659 - R660 - R661 - R662 - R663 - R664 - R665 - R666 - R667 - R668 - R670 - R671 - R672 - R673 - R674 - R675 - R676 - R677 - R678 - R679 - R680 - R681 - R682 - R683 - R684 - R685 - R686 - R687 - R688 - R689 - R690 - R691 - R692 - R693 - R694 - R695 - R696 - R697 - R698 - R699 - R701 - R702 - R703 - R704 - R705 - R706 - R707 - R708 - R709 - R710 - R711 - R712 - R713 - R714 - R715 - R716 - R717 - R718 - R719 - R720 - R721 - R722 - R723 - R724 - R725 - R726 - R727 - R728 - R729 - R730 - R731 - R732 - R733 - R734 - R735 - R737 - R738 - R739 - R740 - R741 - R742 - R744 - R745 - R746 - R747 - R748 - R749 - R750 - R751 - R752

## 3e klasse: toeristische wegen
R901 - R902 - R903 - R904 - R905 - R906 - R907 - R908 - R909 - R910 - R911 - R912 - R913 - R914 - R915 - R916 - R917 - R918 - R919 - R920 - R921 - R922 - R923 - R924 - R926 - R927 - R928 - R929 - R930 - R931 - R932 - R933 - R934 - R935 - R936 - R937 - R938 - R939 - R940 - R941